# Interlands Oekraïens voetbalelftal 2010-2019
Deze pagina toont een chronologisch en gedetailleerd overzicht van de interlands die het Oekraïens voetbalelftal heeft gespeeld in de periode 2010 – 2019.

## Interlands

### 2010
|                                                             |                                                                                                  |       |          |                                                                                        |
| 25 mei Vriendschappelijk № 163 «onderlinge duels» 18:00 uur | Oekraïne                                                                                         | 4 – 0 | Litouwen | Metaliststadion, Charkov Toeschouwers: 42.000 Scheidsrechter: Stanislav Soechina (RUS) |
| 25 mei Vriendschappelijk № 163 «onderlinge duels» 18:00 uur | Oleksandr Aliejev 10' Oleksandr Aliejev 17' Andrij Sjevtsjenko 68' (pen.) Andrij Sjevtsjenko 78' |       |          | Metaliststadion, Charkov Toeschouwers: 42.000 Scheidsrechter: Stanislav Soechina (RUS) |

|                                                             |                                                                        |       |                                      |                                                                            |
| 29 mei Vriendschappelijk № 164 «onderlinge duels» 20:30 uur | Oekraïne                                                               | 3 – 2 | Roemenië                             | Arena Lviv, Lviv Toeschouwers: 22.000 Scheidsrechter: Pavel Královec (CZE) |
| 29 mei Vriendschappelijk № 164 «onderlinge duels» 20:30 uur | Oleksandr Aliejev 15' Jevhen Konopljanka 75' Cristian Chivu 78' (e.d.) |       | 54' Gabriel Tamaș 63' Daniel Niculae | Arena Lviv, Lviv Toeschouwers: 22.000 Scheidsrechter: Pavel Královec (CZE) |

|                                                             |           |                    |          |                                                                             |
| 29 mei Vriendschappelijk № 165 «onderlinge duels» 15:00 uur | Noorwegen | 0 – 1              | Oekraïne | Ullevaalstadion, Oslo Toeschouwers: 10.178 Scheidsrechter: Kevin Blom (NED) |
| 29 mei Vriendschappelijk № 165 «onderlinge duels» 15:00 uur |           | 78' Roman Zozoelja |          | Ullevaalstadion, Oslo Toeschouwers: 10.178 Scheidsrechter: Kevin Blom (NED) |

|                                                                  |                       |       |                   |                                                                                |
| 11 augustus Vriendschappelijk № 166 «onderlinge duels» 20:00 uur | Oekraïne              | 1 – 1 | Nederland         | Donbas Arena, Donetsk Toeschouwers: 18.051 Scheidsrechter: Damir Skomina (SLO) |
| 11 augustus Vriendschappelijk № 166 «onderlinge duels» 20:00 uur | Oleksandr Aliejev 75' |       | 73' Jeremain Lens | Donbas Arena, Donetsk Toeschouwers: 18.051 Scheidsrechter: Damir Skomina (SLO) |

|                                                                  |                    |       |                      |                                                                                 |
| 4 september Vriendschappelijk № 167 «onderlinge duels» 17:00 uur | Polen              | 1 – 1 | Oekraïne             | Stadion Widzewa, Łódź Toeschouwers: 6.500 Scheidsrechter: Ravshan Irmatov (UZB) |
| 4 september Vriendschappelijk № 167 «onderlinge duels» 17:00 uur | Ireneusz Jeleń 42' |       | 90' Jevhen Seleznjov | Stadion Widzewa, Łódź Toeschouwers: 6.500 Scheidsrechter: Ravshan Irmatov (UZB) |

|                                                                  |                                              |       |                   |                                                                                             |
| 7 september Vriendschappelijk № 168 «onderlinge duels» 20:00 uur | Oekraïne                                     | 2 – 1 | Chili             | Valeri Lobanovskystadion, Kiev Toeschouwers: 6.000 Scheidsrechter: Vital Sevastsjanik (BLR) |
| 7 september Vriendschappelijk № 168 «onderlinge duels» 20:00 uur | Jaroslav Rakitskiy 36' Oleksandr Aliejev 52' |       | 86' Mauricio Isla | Valeri Lobanovskystadion, Kiev Toeschouwers: 6.000 Scheidsrechter: Vital Sevastsjanik (BLR) |

|                                                                |                                             |       |                                         |                                                                                           |
| 8 oktober Vriendschappelijk № 169 «onderlinge duels» 19:00 uur | Oekraïne                                    | 2 – 2 | Canada                                  | Valeri Lobanovskystadion, Kiev Toeschouwers: 16.873 Scheidsrechter: Tomasz Mikulski (POL) |
| 8 oktober Vriendschappelijk № 169 «onderlinge duels» 19:00 uur | Artem Milevsky 59' Anatoli Tymosjtsjoek 80' |       | 12' Simeon Jackson 29' Atiba Hutchinson | Valeri Lobanovskystadion, Kiev Toeschouwers: 16.873 Scheidsrechter: Tomasz Mikulski (POL) |

|                                                                 |                         |       |          |                                                                                      |
| 11 oktober Vriendschappelijk № 170 «onderlinge duels» 20:30 uur | Brazilië                | 2 – 0 | Oekraïne | Pride Park Stadium, Derby Toeschouwers: 15.000 Scheidsrechter: Martin Atkinson (ENG) |
| 11 oktober Vriendschappelijk № 170 «onderlinge duels» 20:30 uur | Dani Alves 25' Pato 64' |       |          | Pride Park Stadium, Derby Toeschouwers: 15.000 Scheidsrechter: Martin Atkinson (ENG) |

|                                                                  |                                       |       |                                              |                                                                                   |
| 17 november Vriendschappelijk № 171 «onderlinge duels» 20:15 uur | Zwitserland                           | 2 – 2 | Oekraïne                                     | Stade de Genève, Genève Toeschouwers: 11.100 Scheidsrechter: Serge Gumienny (BEL) |
| 17 november Vriendschappelijk № 171 «onderlinge duels» 20:15 uur | Alexander Frei 40' Alexander Frei 62' |       | 48' Oleksandr Aliejev 75' Jevhen Konopljanka | Stade de Genève, Genève Toeschouwers: 11.100 Scheidsrechter: Serge Gumienny (BEL) |

### 2011
|                                                                 |                             |       |                                           |                                                                                        |
| 8 februari Vriendschappelijk № 172 «onderlinge duels» 19:30 uur | Roemenië                    | 2 – 2 | Oekraïne                                  | Paralimnistadion, Paralimni Toeschouwers: 3.000 Scheidsrechter: Stelios Trifonos (CYP) |
| 8 februari Vriendschappelijk № 172 «onderlinge duels» 19:30 uur | Dan Alexa 33' Dan Alexa 44' |       | 23' Jaroslav Rakitskiy 31' Artem Milevsky | Paralimnistadion, Paralimni Toeschouwers: 3.000 Scheidsrechter: Stelios Trifonos (CYP) |

|                                                                 |                   |       |                        |                                                                                 |
| 9 februari Vriendschappelijk № 173 «onderlinge duels» 19:30 uur | Zweden            | 1 – 1 | Oekraïne               | GSP-stadion, Nicosia Toeschouwers: 2.000 Scheidsrechter: Leontios Trattou (CYP) |
| 9 februari Vriendschappelijk № 173 «onderlinge duels» 19:30 uur | Johan Elmander 7' |       | 20' (pen.) Marko Dević | GSP-stadion, Nicosia Toeschouwers: 2.000 Scheidsrechter: Leontios Trattou (CYP) |

|                                                               |          |                                         |        |                                                                                             |
| 29 maart Vriendschappelijk № 174 «onderlinge duels» 20:45 uur | Oekraïne | 0 – 2                                   | Italië | Valeri Lobanovskystadion, Kiev Toeschouwers: 18.000 Scheidsrechter: Aleksej Nikolajev (RUS) |
| 29 maart Vriendschappelijk № 174 «onderlinge duels» 20:45 uur |          | 27' Giuseppe Rossi 81' Alessandro Matri |        | Valeri Lobanovskystadion, Kiev Toeschouwers: 18.000 Scheidsrechter: Aleksej Nikolajev (RUS) |

|                                                             |                                             |       |             |                                                                                         |
| 1 juni Vriendschappelijk № 175 «onderlinge duels» 20:00 uur | Oekraïne                                    | 2 – 0 | Oezbekistan | Valeri Lobanovskystadion, Kiev Toeschouwers: 15.000 Scheidsrechter: Halis Özkahya (TUR) |
| 1 juni Vriendschappelijk № 175 «onderlinge duels» 20:00 uur | Anatoli Tymosjtsjoek 54' Andrij Voronin 60' |       |             | Valeri Lobanovskystadion, Kiev Toeschouwers: 15.000 Scheidsrechter: Halis Özkahya (TUR) |

|                                                             |                          |       |                                                                         |                                                                                   |
| 6 juni Vriendschappelijk № 176 «onderlinge duels» 21:00 uur | Oekraïne                 | 1 – 4 | Frankrijk                                                               | Donbas Arena, Donetsk Toeschouwers: 11.200 Scheidsrechter: Mark Clattenburg (ENG) |
| 6 juni Vriendschappelijk № 176 «onderlinge duels» 21:00 uur | Anatoli Tymosjtsjoek 53' |       | 58' Kevin Gameiro 87' Marvin Martin 89' Younès Kaboul 90' Marvin Martin | Donbas Arena, Donetsk Toeschouwers: 11.200 Scheidsrechter: Mark Clattenburg (ENG) |

|                                                                  |          |                  |        |                                                                                       |
| 10 augustus Vriendschappelijk № 177 «onderlinge duels» 20:00 uur | Oekraïne | 0 – 1            | Zweden | Metaliststadion, Charkov Toeschouwers: 39.000 Scheidsrechter: Paolo Tagliavento (ITA) |
| 10 augustus Vriendschappelijk № 177 «onderlinge duels» 20:00 uur |          | 90' Tobias Hysén |        | Metaliststadion, Charkov Toeschouwers: 39.000 Scheidsrechter: Paolo Tagliavento (ITA) |

|                                                                  |                                             |       |                                                         |                                                                                   |
| 2 september Vriendschappelijk № 178 «onderlinge duels» 19:00 uur | Oekraïne                                    | 2 – 3 | Uruguay                                                 | Metaliststadion, Charkov Toeschouwers: 33.000 Scheidsrechter: Björn Kuipers (NED) |
| 2 september Vriendschappelijk № 178 «onderlinge duels» 19:00 uur | Andrij Jarmolenko 1' Jevhen Konopljanka 44' |       | 43' Alvaro González 61' Diego Lugano 87' Abel Hernández | Metaliststadion, Charkov Toeschouwers: 33.000 Scheidsrechter: Björn Kuipers (NED) |

|                                                                  |                                                                          |       |          |                                                                               |
| 6 september Vriendschappelijk № 179 «onderlinge duels» 19:00 uur | Tsjechië                                                                 | 4 – 0 | Oekraïne | Generali Arena, Praag Toeschouwers: 7.322 Scheidsrechter: Richard Trutz (SVK) |
| 6 september Vriendschappelijk № 179 «onderlinge duels» 19:00 uur | Michal Kadlec 3' (pen.) Michal Kadlec 12' Jan Rezek 47' Daniel Kolář 51' |       |          | Generali Arena, Praag Toeschouwers: 7.322 Scheidsrechter: Richard Trutz (SVK) |

|                                                                |                                                               |       |           |                                                                                          |
| 7 oktober Vriendschappelijk № 180 «onderlinge duels» 19:45 uur | Oekraïne                                                      | 3 – 0 | Bulgarije | Valeri Lobanovskystadion, Kiev Toeschouwers: 16.000 Scheidsrechter: Pavel Královec (CZE) |
| 7 oktober Vriendschappelijk № 180 «onderlinge duels» 19:45 uur | Evgen Selin 15' Andrij Sjevtsjenko 40' Andrij Sjevtsjenko 82' |       |           | Valeri Lobanovskystadion, Kiev Toeschouwers: 16.000 Scheidsrechter: Pavel Královec (CZE) |

|                                                                 |         |                                        |          |                                                                                 |
| 11 oktober Vriendschappelijk № 181 «onderlinge duels» 19:00 uur | Estland | 0 – 2                                  | Oekraïne | A. Le Coq Arena, Tallinn Toeschouwers: 4.501 Scheidsrechter: Robert Małek (POL) |
| 11 oktober Vriendschappelijk № 181 «onderlinge duels» 19:00 uur |         | 45' Oleg Goesjev 68' Oleksandr Aliejev |          | A. Le Coq Arena, Tallinn Toeschouwers: 4.501 Scheidsrechter: Robert Małek (POL) |

|                                                                  |                                                                   |       |                                                   |                                                                                 |
| 11 november Vriendschappelijk № 182 «onderlinge duels» 20:45 uur | Oekraïne                                                          | 3 – 3 | Duitsland                                         | NSK Olimpiejsky, Kiev Toeschouwers: 69.720 Scheidsrechter: Carlos Velasco (ESP) |
| 11 november Vriendschappelijk № 182 «onderlinge duels» 20:45 uur | Andrij Jarmolenko 28' Jevhen Konopljanka 37' Serhij Nazarenko 45' |       | 38' Toni Kroos 65' Simon Rolfes 77' Thomas Müller | NSK Olimpiejsky, Kiev Toeschouwers: 69.720 Scheidsrechter: Carlos Velasco (ESP) |

|                                                                  |                                    |       |                |                                                                               |
| 15 november Vriendschappelijk № 183 «onderlinge duels» 20:00 uur | Oekraïne                           | 2 – 1 | Oostenrijk     | Arena Lviv, Lviv Toeschouwers: 31.879 Scheidsrechter: Svein Oddvar Moen (NOR) |
| 15 november Vriendschappelijk № 183 «onderlinge duels» 20:00 uur | Artem Milevsky 18' Marko Dević 90' |       | 71' Marc Janko | Arena Lviv, Lviv Toeschouwers: 31.879 Scheidsrechter: Svein Oddvar Moen (NOR) |

### 2012
|                                                                  |                                      |       |                                                                      |                                                                                           |
| 29 februari Vriendschappelijk № 184 «onderlinge duels» 20:00 uur | Israël                               | 2 – 3 | Oekraïne                                                             | HaMoshavastadion, Petach Tikwa Toeschouwers: 4.000 Scheidsrechter: Szymon Marciniak (POL) |
| 29 februari Vriendschappelijk № 184 «onderlinge duels» 20:00 uur | Tomer Hemed 56' (pen.) Ben Sahar 63' |       | 17' (pen.) Oleg Goesjev 45' Jevhen Konopljanka 61' Andrij Jarmolenko | HaMoshavastadion, Petach Tikwa Toeschouwers: 4.000 Scheidsrechter: Szymon Marciniak (POL) |

|                                                             |                                                                                    |       |         |                                                                                   |
| 28 mei Vriendschappelijk № 185 «onderlinge duels» 20:00 uur | Oekraïne                                                                           | 4 – 0 | Estland | Kufstein Arena, Kufstein Toeschouwers: 1.200 Scheidsrechter: Harald Lechner (AUT) |
| 28 mei Vriendschappelijk № 185 «onderlinge duels» 20:00 uur | Andrij Jarmolenko 9' Oleg Goesjev 34' (pen.) Andrij Voronin 41' Artem Milevsky 50' |       |         | Kufstein Arena, Kufstein Toeschouwers: 1.200 Scheidsrechter: Harald Lechner (AUT) |

|                                                             |                                                               |       |                                   |                                                                               |
| 1 juni Vriendschappelijk № 186 «onderlinge duels» 20:30 uur | Oostenrijk                                                    | 3 – 2 | Oekraïne                          | Tivoli Neu, Innsbruck Toeschouwers: 13.000 Scheidsrechter: Felix Zwayer (GER) |
| 1 juni Vriendschappelijk № 186 «onderlinge duels» 20:30 uur | Zlatko Junuzović 3' Marko Arnautović 62' Marko Arnautović 89' |       | 56' Oleg Goesjev 65' Oleg Goesjev | Tivoli Neu, Innsbruck Toeschouwers: 13.000 Scheidsrechter: Felix Zwayer (GER) |

|                                                             |                                      |       |          |                                                                                      |
| 5 juni Vriendschappelijk № 187 «onderlinge duels» 20:00 uur | Turkije                              | 2 – 0 | Oekraïne | Audi Sportpark, Ingolstadt Toeschouwers: 11.000 Scheidsrechter: Michael Weiner (GER) |
| 5 juni Vriendschappelijk № 187 «onderlinge duels» 20:00 uur | Caner Erkin 30' Mustafa Pektemek 70' |       |          | Audi Sportpark, Ingolstadt Toeschouwers: 11.000 Scheidsrechter: Michael Weiner (GER) |

| EK voetbal 2012 |
| --------------- |

|                                                                 |                                               |       |                        |                                                                               |
| 11 juni EK-eindronde Groep D № 188 «onderlinge duels» 20:45 uur | Oekraïne                                      | 2 – 1 | Zweden                 | NSK Olimpiejsky, Kiev Toeschouwers: 64.290 Scheidsrechter: Cüneyt Çakır (TUR) |
| 11 juni EK-eindronde Groep D № 188 «onderlinge duels» 20:45 uur | Andrij Sjevtsjenko 55' Andrij Sjevtsjenko 61' |       | 52' Zlatan Ibrahimović | NSK Olimpiejsky, Kiev Toeschouwers: 64.290 Scheidsrechter: Cüneyt Çakır (TUR) |

|                                                                 |          |                                   |           |                                                                                |
| 15 juni EK-eindronde Groep D № 189 «onderlinge duels» 20:00 uur | Oekraïne | 0 – 2                             | Frankrijk | Donbas Arena, Donetsk Toeschouwers: 48.000 Scheidsrechter: Björn Kuipers (NED) |
| 15 juni EK-eindronde Groep D № 189 «onderlinge duels» 20:00 uur |          | 53' Jérémy Ménez 56' Yohan Cabaye |           | Donbas Arena, Donetsk Toeschouwers: 48.000 Scheidsrechter: Björn Kuipers (NED) |

|                                                                 |                  |       |          |                                                                                |
| 19 juni EK-eindronde Groep D № 190 «onderlinge duels» 20:45 uur | Engeland         | 1 – 0 | Oekraïne | Donbas Arena, Donetsk Toeschouwers: 48.700 Scheidsrechter: Viktor Kassai (HUN) |
| 19 juni EK-eindronde Groep D № 190 «onderlinge duels» 20:45 uur | Wayne Rooney 48' |       |          | Donbas Arena, Donetsk Toeschouwers: 48.700 Scheidsrechter: Viktor Kassai (HUN) |

|  |  |  |  |  |  |  |  |  |

|                                                                  |          |       |          |                                                                           |
| 15 augustus Vriendschappelijk № 191 «onderlinge duels» 20:00 uur | Oekraïne | 0 – 0 | Tsjechië | Arena Lviv, Lviv Toeschouwers: 33.153 Scheidsrechter: Milorad Mažić (SRB) |
| 15 augustus Vriendschappelijk № 191 «onderlinge duels» 20:00 uur |          |       |          | Arena Lviv, Lviv Toeschouwers: 33.153 Scheidsrechter: Milorad Mažić (SRB) |

|                                                                         |                          |       |                        |                                                                                 |
| 11 september WK-kwalificatie Groep H № 192 «onderlinge duels» 20:00 uur | Engeland                 | 1 – 1 | Oekraïne               | Wembley Stadium, Londen Toeschouwers: 68.102 Scheidsrechter: Cüneyt Çakır (TUR) |
| 11 september WK-kwalificatie Groep H № 192 «onderlinge duels» 20:00 uur | Frank Lampard 87' (pen.) |       | 38' Jevhen Konopljanka | Wembley Stadium, Londen Toeschouwers: 68.102 Scheidsrechter: Cüneyt Çakır (TUR) |

|                                                                       |          |       |          |                                                                                      |
| 12 oktober WK-kwalificatie Groep H № 193 «onderlinge duels» 20:00 uur | Moldavië | 0 – 0 | Oekraïne | Stadionul Zimbru, Chisinau Toeschouwers: 10.050 Scheidsrechter: Clément Turpin (FRA) |
| 12 oktober WK-kwalificatie Groep H № 193 «onderlinge duels» 20:00 uur |          |       |          | Stadionul Zimbru, Chisinau Toeschouwers: 10.050 Scheidsrechter: Clément Turpin (FRA) |

|                                                                       |          |                      |            |                                                                                      |
| 16 oktober WK-kwalificatie Groep H № 194 «onderlinge duels» 20:00 uur | Oekraïne | 0 – 1                | Montenegro | NSK Olimpiejsky, Kiev Toeschouwers: 50.597 Scheidsrechter: Mihalis Koukoulakis (GRE) |
| 16 oktober WK-kwalificatie Groep H № 194 «onderlinge duels» 20:00 uur |          | 45' Dejan Damjanović |            | NSK Olimpiejsky, Kiev Toeschouwers: 50.597 Scheidsrechter: Mihalis Koukoulakis (GRE) |

|                                                                  |           |                        |          |                                                                                               |
| 14 november Vriendschappelijk № 195 «onderlinge duels» 17:00 uur | Bulgarije | 0 – 1                  | Oekraïne | Vasil Levski Nationaal Stadion, Sofia Toeschouwers: 2.000 Scheidsrechter: Milorad Mažić (SRB) |
| 14 november Vriendschappelijk № 195 «onderlinge duels» 17:00 uur |           | 34' Oleksandr Koetsjer |          | Vasil Levski Nationaal Stadion, Sofia Toeschouwers: 2.000 Scheidsrechter: Milorad Mažić (SRB) |

### 2013
|                                                                 |           |                                           |          |                                                                                            |
| 6 februari Vriendschappelijk № 196 «onderlinge duels» 18:00 uur | Noorwegen | 0 – 2                                     | Oekraïne | Estadio de La Cartuja, Sevilla Toeschouwers: 1.500 Scheidsrechter: Carlos Clos Gómez (ESP) |
| 6 februari Vriendschappelijk № 196 «onderlinge duels» 18:00 uur |           | 17' Mykola Morozyuk 42' Andrij Jarmolenko |          | Estadio de La Cartuja, Sevilla Toeschouwers: 1.500 Scheidsrechter: Carlos Clos Gómez (ESP) |

|                                                                    |                     |       |                                                         |                                                                                       |
| 22 maart WK-kwalificatie Groep H № 197 onderlinge duels» 20:30 uur | Polen               | 1 – 3 | Oekraïne                                                | Nationaal Stadion, Warschau Toeschouwers: 58.000 Scheidsrechter: Pavel Královec (CZE) |
| 22 maart WK-kwalificatie Groep H № 197 onderlinge duels» 20:30 uur | Łukasz Piszczek 18' |       | 2' Andrij Jarmolenko 7' Oleg Goesjev 45' Roman Zozoelja | Nationaal Stadion, Warschau Toeschouwers: 58.000 Scheidsrechter: Pavel Královec (CZE) |

|                                                                    |                                              |       |                       |                                                                                     |
| 26 maart WK-kwalificatie Groep H № 198 onderlinge duels» 20:30 uur | Oekraïne                                     | 2 – 1 | Moldavië              | Tsjornomoretsstadion, Odessa Toeschouwers: 31.948 Scheidsrechter: Kenn Hansen (DEN) |
| 26 maart WK-kwalificatie Groep H № 198 onderlinge duels» 20:30 uur | Andrij Jarmolenko 61' Jevhen Chatsjeridi 70' |       | 81' Alexandru Suvorov | Tsjornomoretsstadion, Odessa Toeschouwers: 31.948 Scheidsrechter: Kenn Hansen (DEN) |

|                                                             |          |       |          |                                                                                       |
| 2 juni Vriendschappelijk № 199 «onderlinge duels» 20:00 uur | Oekraïne | 0 – 0 | Kameroen | NSK Olimpiejsky, Kiev Toeschouwers: 50.000 Scheidsrechter: Vladislav Bezborodov (RUS) |
| 2 juni Vriendschappelijk № 199 «onderlinge duels» 20:00 uur |          |       |          | NSK Olimpiejsky, Kiev Toeschouwers: 50.000 Scheidsrechter: Vladislav Bezborodov (RUS) |

|                                                                   |            |                                                                               |          |                                                                                       |
| 7 juni WK-kwalificatie Groep H № 200 «onderlinge duels» 20:30 uur | Montenegro | 0 – 4                                                                         | Oekraïne | Pod Goricomstadion, Podgorica Toeschouwers: 11.996 Scheidsrechter: Manuel Gräfe (GER) |
| 7 juni WK-kwalificatie Groep H № 200 «onderlinge duels» 20:30 uur |            | 52' Denys Garmash 77' Jevhen Konopljanka 85' Artem Fedetskyi 90' Roman Bezoes |          | Pod Goricomstadion, Podgorica Toeschouwers: 11.996 Scheidsrechter: Manuel Gräfe (GER) |

|                                                                  |                                        |       |        |                                                                                |
| 14 augustus Vriendschappelijk № 201 «onderlinge duels» 20:00 uur | Oekraïne                               | 2 – 0 | Israël | NSK Olimpiejsky, Kiev Toeschouwers: 25.637 Scheidsrechter: Ivan Kružliak (SVK) |
| 14 augustus Vriendschappelijk № 201 «onderlinge duels» 20:00 uur | Roeslan Rotan 29' Jevhen Seleznjov 72' |       |        | NSK Olimpiejsky, Kiev Toeschouwers: 25.637 Scheidsrechter: Ivan Kružliak (SVK) |

|                                                                        | |       |            |                                                                        |
| 6 september WK-kwalificatie Groep H № 202 «onderlinge duels» 20:00 uur | Oekraïne | 9 – 0 | San Marino | Arena Lviv, Lviv Toeschouwers: 34.190 Scheidsrechter: Neil Doyle (IRL) |
| 6 september WK-kwalificatie Groep H № 202 «onderlinge duels» 20:00 uur | Marko Dević 11' Jevhen Seleznjov 26' Edmar 32' Jevhen Chatsjeridi 45+1' Jevhen Konopljanka 50' Jevhen Chatsjeridi 54' Roman Bezoes 63' Artem Fedetskyi 74' Jaroslav Rakitskiy 90+4' |       |            | Arena Lviv, Lviv Toeschouwers: 34.190 Scheidsrechter: Neil Doyle (IRL) |

|                                                                         |          |       |          |                                                                                |
| 10 september WK-kwalificatie Groep H № 203 «onderlinge duels» 20:00 uur | Oekraïne | 0 – 0 | Engeland | NSK Olimpiejsky, Kiev Toeschouwers: 69.894 Scheidsrechter: Pedro Proença (POR) |
| 10 september WK-kwalificatie Groep H № 203 «onderlinge duels» 20:00 uur |          |       |          | NSK Olimpiejsky, Kiev Toeschouwers: 69.894 Scheidsrechter: Pedro Proença (POR) |

|                                                            |                       |       |       |                                                                                    |
| 11 oktober WK-kwalificatie Groep H № 204 onderlinge duels» | Oekraïne              | 1 – 0 | Polen | Metaliststadion, Kharkiv Toeschouwers: 39.316 Scheidsrechter: Jonas Eriksson (SWE) |
| 11 oktober WK-kwalificatie Groep H № 204 onderlinge duels» | Andrij Jarmolenko 64' |       |       | Metaliststadion, Kharkiv Toeschouwers: 39.316 Scheidsrechter: Jonas Eriksson (SWE) |

|                                                             |            | |          |                                                                                      |
| 15 oktober WK-kwalificatie Groep H № 205 «onderlinge duels» | San Marino | 0 – 8 | Oekraïne | Stadio Olimpico, Serravalle Toeschouwers: 1.268 Scheidsrechter: Harald Lechner (AUT) |
| 15 oktober WK-kwalificatie Groep H № 205 «onderlinge duels» |            | 13' Jevhen Seleznjov 15' Marko Dević 19' Jevhen Seleznjov 51' Marko Dević 55' Andrij Jarmolenko 58' Marko Dević 66' Roman Bezoes 90' Vitali Mandzjoek |          | Stadio Olimpico, Serravalle Toeschouwers: 1.268 Scheidsrechter: Harald Lechner (AUT) |

|                                                                          |                                                 |       |           |                                                                               |
| 15 november WK-kwalificatie Play-offs № 206 «onderlinge duels» 20:45 uur | Oekraïne                                        | 2 – 0 | Frankrijk | NSK Olimpiejsky, Kiev Toeschouwers: 67.732 Scheidsrechter: Cüneyt Çakır (TUR) |
| 15 november WK-kwalificatie Play-offs № 206 «onderlinge duels» 20:45 uur | Roman Zozoelja 61' Andrij Jarmolenko 83' (pen.) |       |           | NSK Olimpiejsky, Kiev Toeschouwers: 67.732 Scheidsrechter: Cüneyt Çakır (TUR) |

|                                                                |                                                       |       |          |                                                                                       |
| 19 november WK-kwalificatie Play-offs № 207 «onderlinge duels» | Frankrijk                                             | 3 – 0 | Oekraïne | Stade de France, Saint-Denis Toeschouwers: 77.098 Scheidsrechter: Damir Skomina (SLO) |
| 19 november WK-kwalificatie Play-offs № 207 «onderlinge duels» | Mamadou Sakho 22' Karim Benzema 34' Mamadou Sakho 72' |       |          | Stade de France, Saint-Denis Toeschouwers: 77.098 Scheidsrechter: Damir Skomina (SLO) |

### 2014
|                                                              |                                       |       |                  |                                                                                                 |
| 5 maart Vriendschappelijk № 208 «onderlinge duels» 20:00 uur | Oekraïne                              | 2 – 0 | Verenigde Staten | Antonis Papadopoulosstadion, Larnaca Toeschouwers: 1.573 Scheidsrechter: Leontios Trattou (CYP) |
| 5 maart Vriendschappelijk № 208 «onderlinge duels» 20:00 uur | Andrij Jarmolenko 12' Marko Dević 68' |       |                  | Antonis Papadopoulosstadion, Larnaca Toeschouwers: 1.573 Scheidsrechter: Leontios Trattou (CYP) |

|                                                   |                                      |       |                  |                                                                |
| 22 mei Vriendschappelijk № 209 «onderlinge duels» | Oekraïne                             | 2 – 1 | Niger            | Valeri Lobanovskystadion, Kiev Scheidsrechter: Paweł Gil (POL) |
| 22 mei Vriendschappelijk № 209 «onderlinge duels» | Ivan Ordets 20' Taras Stepanenko 80' |       | 81' Oumarou Balé | Valeri Lobanovskystadion, Kiev Scheidsrechter: Paweł Gil (POL) |

|                                                        |                  |       |          |                                                                               |
| 3 september Vriendschappelijk № 210 «onderlinge duels» | Oekraïne         | 1 – 0 | Moldavië | NSK Olimpiejsky, Kiev Toeschouwers: 8.500 Scheidsrechter: István Kovács (ROM) |
| 3 september Vriendschappelijk № 210 «onderlinge duels» | Roman Bezoes 63' |       |          | NSK Olimpiejsky, Kiev Toeschouwers: 8.500 Scheidsrechter: István Kovács (ROM) |

|                                                                        |          |                |           |                                                                                |
| 8 september EK-kwalificatie Groep C № 211 «onderlinge duels» 20:45 uur | Oekraïne | 0 – 1          | Slowakije | NSK Olimpiejsky, Kiev Toeschouwers: 45.000 Scheidsrechter: Craig Thomson (SCO) |
| 8 september EK-kwalificatie Groep C № 211 «onderlinge duels» 20:45 uur |          | 17' Róbert Mak |           | NSK Olimpiejsky, Kiev Toeschouwers: 45.000 Scheidsrechter: Craig Thomson (SCO) |

|                                                                      |             |                                                             |          |                                                                                  |
| 9 oktober EK-kwalificatie Groep C № 212 «onderlinge duels» 20:45 uur | Wit-Rusland | 0 – 2                                                       | Oekraïne | Borisov Arena, Borisov Toeschouwers: 10.512 Scheidsrechter: Pol van Boekel (NED) |
| 9 oktober EK-kwalificatie Groep C № 212 «onderlinge duels» 20:45 uur |             | 82' (e.d.) Aljaksandr Martynovitsj 90+3' Serhiy Sydortsjoek |          | Borisov Arena, Borisov Toeschouwers: 10.512 Scheidsrechter: Pol van Boekel (NED) |

|                                                                       |                          |       |           |                                                                                  |
| 12 oktober EK-kwalificatie Groep C № 213 «onderlinge duels» 20:45 uur | Oekraïne                 | 1 – 0 | Macedonië | Arena Lviv, Lviv Toeschouwers: 33.900 Scheidsrechter: Sébastien Delferière (BEL) |
| 12 oktober EK-kwalificatie Groep C № 213 «onderlinge duels» 20:45 uur | Serhiy Sydortsjoek 45+2' |       |           | Arena Lviv, Lviv Toeschouwers: 33.900 Scheidsrechter: Sébastien Delferière (BEL) |

|                                                                        |           |                                                                   |          |                                                                                            |
| 15 november EK-kwalificatie Groep C № 214 «onderlinge duels» 18:00 uur | Luxemburg | 0 – 3                                                             | Oekraïne | Stade Josy Barthel, Luxemburg Toeschouwers: 4.379 Scheidsrechter: Kristinn Jakobsson (ISL) |
| 15 november EK-kwalificatie Groep C № 214 «onderlinge duels» 18:00 uur |           | 33' Andrij Jarmolenko 53' Andrij Jarmolenko 56' Andrij Jarmolenko |          | Stade Josy Barthel, Luxemburg Toeschouwers: 4.379 Scheidsrechter: Kristinn Jakobsson (ISL) |

|                                                                  |          |       |          |                                                                               |
| 18 november Vriendschappelijk № 215 «onderlinge duels» 20:00 uur | Oekraïne | 0 – 0 | Litouwen | NSK Olimpiejsky, Kiev Toeschouwers: 5.300 Scheidsrechter: Aliyar Ağayev (AZE) |
| 18 november Vriendschappelijk № 215 «onderlinge duels» 20:00 uur |          |       |          | NSK Olimpiejsky, Kiev Toeschouwers: 5.300 Scheidsrechter: Aliyar Ağayev (AZE) |

### 2015
|                                                                     |                   |       |          |                                                                                                |
| 27 maart EK-kwalificatie Groep C № 216 «onderlinge duels» 20:45 uur | Spanje            | 1 – 0 | Oekraïne | Estadio Ramón Sánchez Pizjuán, Sevilla Toeschouwers: 35.000 Scheidsrechter: Cüneyt Çakır (TUR) |
| 27 maart EK-kwalificatie Groep C № 216 «onderlinge duels» 20:45 uur | Álvaro Morata 28' |       |          | Estadio Ramón Sánchez Pizjuán, Sevilla Toeschouwers: 35.000 Scheidsrechter: Cüneyt Çakır (TUR) |

|                                                     |                       |       |                           |                                                                            |
| 31 maart Vriendschappelijk № 217 «onderlinge duels» | Oekraïne              | 1 – 1 | Letland                   | Arena Lviv, Lviv Toeschouwers: 17.500 Scheidsrechter: Harald Lechner (AUT) |
| 31 maart Vriendschappelijk № 217 «onderlinge duels» | Andrij Jarmolenko 48' |       | 90+2' Vitālijs Maksimenko | Arena Lviv, Lviv Toeschouwers: 17.500 Scheidsrechter: Harald Lechner (AUT) |

|                                                   |                   |       |                                          |                                                                            |
| 9 juni Vriendschappelijk № 218 «onderlinge duels» | Georgië           | 1 – 2 | Oekraïne                                 | Linzerstadion, Linz Toeschouwers: 700 Scheidsrechter: Markus Hameter (AUT) |
| 9 juni Vriendschappelijk № 218 «onderlinge duels» | Mate Vatsadze 81' |       | 57' Artem Kravets 67' Jevhen Konopljanka | Linzerstadion, Linz Toeschouwers: 700 Scheidsrechter: Markus Hameter (AUT) |

|                                                            |                                                            |       |           |                                                                           |
| 14 juni EK-kwalificatie № 219 «onderlinge duels» 18:00 uur | Oekraïne                                                   | 3 – 0 | Luxemburg | Arena Lviv, Lviv Toeschouwers: 21.635 Scheidsrechter: Arnold Hunter (NIR) |
| 14 juni EK-kwalificatie № 219 «onderlinge duels» 18:00 uur | Artem Kravets 49' Denys Harmasj 57' Jevhen Konopljanka 87' |       |           | Arena Lviv, Lviv Toeschouwers: 21.635 Scheidsrechter: Arnold Hunter (NIR) |

|                                                                        |                                                                      |       |                              |                                                                         |
| 5 september EK-kwalificatie Groep C № 220 «onderlinge duels» 18:00 uur | Oekraïne                                                             | 3 – 1 | Wit-Rusland                  | Arena Lviv, Lviv Toeschouwers: 32.648 Scheidsrechter: Liran Liany (ISR) |
| 5 september EK-kwalificatie Groep C № 220 «onderlinge duels» 18:00 uur | Artem Kravets 7' Andrij Jarmolenko 30' Jevhen Konopljanka 40' (pen.) |       | 62' (pen.) Sergej Kornilenko | Arena Lviv, Lviv Toeschouwers: 32.648 Scheidsrechter: Liran Liany (ISR) |

|                                                                        |           |       |          |                                                                                       |
| 8 september EK-kwalificatie Groep C № 221 «onderlinge duels» 20:45 uur | Slowakije | 0 – 0 | Oekraïne | Štadión pod Dubňom, Žilina Toeschouwers: 10.648 Scheidsrechter: Martin Atkinson (ENG) |
| 8 september EK-kwalificatie Groep C № 221 «onderlinge duels» 20:45 uur |           |       |          | Štadión pod Dubňom, Žilina Toeschouwers: 10.648 Scheidsrechter: Martin Atkinson (ENG) |

|                                                                      |           |                                               |          |                                                                                  |
| 9 oktober EK-kwalificatie Groep C № 222 «onderlinge duels» 20:45 uur | Macedonië | 0 – 2                                         | Oekraïne | Philip II Arena, Skopje Toeschouwers: 2.000 Scheidsrechter: Ovidiu Haţegan (ROU) |
| 9 oktober EK-kwalificatie Groep C № 222 «onderlinge duels» 20:45 uur |           | 59' (pen.) Jevhen Seleznjov 87' Artem Kravets |          | Philip II Arena, Skopje Toeschouwers: 2.000 Scheidsrechter: Ovidiu Haţegan (ROU) |

|                                                                       |          |                  |        |                                                                                |
| 12 oktober EK-kwalificatie Groep C № 223 «onderlinge duels» 20:45 uur | Oekraïne | 0 – 1            | Spanje | NSK Olimpiejsky, Kiev Toeschouwers: 61.248 Scheidsrechter: Milorad Mažić (SRB) |
| 12 oktober EK-kwalificatie Groep C № 223 «onderlinge duels» 20:45 uur |          | 21' Mario Gaspar |        | NSK Olimpiejsky, Kiev Toeschouwers: 61.248 Scheidsrechter: Milorad Mažić (SRB) |

|                                                                  |                                            |       |          |                                                                            |
| 14 november Vriendschappelijk № 224 «onderlinge duels» 20:45 uur | Oekraïne                                   | 2 – 0 | Slovenië | Arena Lviv, Lviv Toeschouwers: 35.000 Scheidsrechter: Jonas Eriksson (SWE) |
| 14 november Vriendschappelijk № 224 «onderlinge duels» 20:45 uur | Andrij Jarmolenko 22' Jevhen Seleznjov 54' |       |          | Arena Lviv, Lviv Toeschouwers: 35.000 Scheidsrechter: Jonas Eriksson (SWE) |

|                                                                  |                   |       |                         |                                                                                      |
| 17 november Vriendschappelijk № 225 «onderlinge duels» 20:45 uur | Slovenië          | 1 – 1 | Oekraïne                | Ljudski vrt-stadion, Maribor Toeschouwers: 12.500 Scheidsrechter: Cüneyt Çakır (TUR) |
| 17 november Vriendschappelijk № 225 «onderlinge duels» 20:45 uur | Boštjan Cesar 11' |       | 90+7' Andrij Jarmolenko | Ljudski vrt-stadion, Maribor Toeschouwers: 12.500 Scheidsrechter: Cüneyt Çakır (TUR) |

### 2016
|                                                     |                      |       |        |                                                                                        |
| 24 maart Vriendschappelijk № 226 «onderlinge duels» | Oekraïne             | 1 – 0 | Cyprus | Tsjornomoretsstadion, Odessa Toeschouwers: 20.598 Scheidsrechter: Orel Grinfeeld (ISR) |
| 24 maart Vriendschappelijk № 226 «onderlinge duels» | Taras Stepanenko 40' |       |        | Tsjornomoretsstadion, Odessa Toeschouwers: 20.598 Scheidsrechter: Orel Grinfeeld (ISR) |

|                                                     |                       |       |       |                                                                                   |
| 28 maart Vriendschappelijk № 227 «onderlinge duels» | Oekraïne              | 1 – 0 | Wales | NSK Olimpiejsky, Kiev Toeschouwers: 20.000 Scheidsrechter: Serdar Gözübüyük (NED) |
| 28 maart Vriendschappelijk № 227 «onderlinge duels» | Andrij Jarmolenko 27' |       |       | NSK Olimpiejsky, Kiev Toeschouwers: 20.000 Scheidsrechter: Serdar Gözübüyük (NED) |

|                                                   |                                                        |       |                                                                                          |                                                                                   |
| 29 mei Vriendschappelijk № 228 «onderlinge duels» | Roemenië                                               | 3 – 4 | Oekraïne                                                                                 | Olympisch Stadion, Turijn Toeschouwers: 12.000 Scheidsrechter: Davide Massa (ITA) |
| 29 mei Vriendschappelijk № 228 «onderlinge duels» | Gabriel Torje 23' Denis Alibec 74' Nicolae Stanciu 84' |       | 43' Roman Zozoelja 48' Oleksandr Zintsjenko 54' Jevhen Konopljanka 59' Andrij Jarmolenko | Olympisch Stadion, Turijn Toeschouwers: 12.000 Scheidsrechter: Davide Massa (ITA) |

|                                                   |                    |       |                                                                  | |
| 3 juni Vriendschappelijk № 229 «onderlinge duels» | Albanië            | 1 – 3 | Oekraïne                                                         | Stadio Atleti Azzurri d'Italia, Bergamo Toeschouwers: 10.496 Scheidsrechter: Paolo Mazzoleni (ITA) |
| 3 juni Vriendschappelijk № 229 «onderlinge duels» | Armando Sadiku 12' |       | 8' Taras Stepanenko 49' Andrij Jarmolenko 87' Jevhen Konopljanka | Stadio Atleti Azzurri d'Italia, Bergamo Toeschouwers: 10.496 Scheidsrechter: Paolo Mazzoleni (ITA) |

| EK 2016 |
| ------- |

|                                                            |                                                   |       |          | |
| 12 juni EK 2016 Groep C № 230 «onderlinge duels» 21:00 uur | Duitsland                                         | 2 – 0 | Oekraïne | Grand Stade Lille Métropole, Villeneuve-d'Ascq Toeschouwers: 50.186 Scheidsrechter: Martin Atkinson (ENG) |
| 12 juni EK 2016 Groep C № 230 «onderlinge duels» 21:00 uur | Shkodran Mustafi 19' Bastian Schweinsteiger 90+2' |       |          | Grand Stade Lille Métropole, Villeneuve-d'Ascq Toeschouwers: 50.186 Scheidsrechter: Martin Atkinson (ENG) |

|                                                            |          |                                       |               |                                                                                    |
| 16 juni EK 2016 Groep C № 231 «onderlinge duels» 18:00 uur | Oekraïne | 0 – 2                                 | Noord-Ierland | Stade des Lumières, Lyon Toeschouwers: 51.043 Scheidsrechter: Pavel Královec (CZE) |
| 16 juni EK 2016 Groep C № 231 «onderlinge duels» 18:00 uur |          | 49' Gareth McAuley 90+6' Niall McGinn |               | Stade des Lumières, Lyon Toeschouwers: 51.043 Scheidsrechter: Pavel Královec (CZE) |

|                                                            |          |                          |       |                                                                                         |
| 21 juni EK 2016 Groep C № 232 «onderlinge duels» 18:00 uur | Oekraïne | 0 – 1                    | Polen | Stade Vélodrome, Marseille Toeschouwers: 58.874 Scheidsrechter: Svein Oddvar Moen (NOR) |
| 21 juni EK 2016 Groep C № 232 «onderlinge duels» 18:00 uur |          | 54' Jakub Błaszczykowski |       | Stade Vélodrome, Marseille Toeschouwers: 58.874 Scheidsrechter: Svein Oddvar Moen (NOR) |

|  |  |  |  |  |  |  |  |  |

|                                                                        |                       |       |                       |                                                                            |
| 5 september WK-kwalificatie Groep I № 233 «onderlinge duels» 20:45 uur | Oekraïne              | 1 – 1 | IJsland               | NSK Olimpiejsky, Kiev Toeschouwers: 0 Scheidsrechter: Clément Turpin (FRA) |
| 5 september WK-kwalificatie Groep I № 233 «onderlinge duels» 20:45 uur | Andrij Jarmolenko 41' |       | 5' Alfreð Finnbogason | NSK Olimpiejsky, Kiev Toeschouwers: 0 Scheidsrechter: Clément Turpin (FRA) |

|                                                                      |                                              |       |                                         |                                                                                             |
| 6 oktober WK-kwalificatie Groep I № 234 «onderlinge duels» 20:45 uur | Turkije                                      | 2 – 2 | Oekraïne                                | Konya Büyükşehir Torku Arena, Konya Toeschouwers: 42.000 Scheidsrechter: Manuel Gräfe (GER) |
| 6 oktober WK-kwalificatie Groep I № 234 «onderlinge duels» 20:45 uur | Ozan Tufan 45+1' Hakan Çalhanoğlu 81' (pen.) |       | 24' Andrij Jarmolenko 27' Artem Kravets | Konya Büyükşehir Torku Arena, Konya Toeschouwers: 42.000 Scheidsrechter: Manuel Gräfe (GER) |

|                                                                      |                                                           |       |        |                                                                                     |
| 9 oktober WK-kwalificatie Groep I № 235 «onderlinge duels» 18:00 uur | Oekraïne                                                  | 3 – 0 | Kosovo | Józef Piłsudskistadion, Krakau Toeschouwers: 1.000 Scheidsrechter: Kevin Blom (NED) |
| 9 oktober WK-kwalificatie Groep I № 235 «onderlinge duels» 18:00 uur | Artem Kravets 31' Andrij Jarmolenko 81' Roeslan Rotan 87' |       |        | Józef Piłsudskistadion, Krakau Toeschouwers: 1.000 Scheidsrechter: Kevin Blom (NED) |

|                                                                        |                   |       |         |                                                                                     |
| 12 november WK-kwalificatie Groep I № 236 «onderlinge duels» 20:45 uur | Oekraïne          | 1 – 0 | Finland | Tsjornomoretsstadion, Odessa Toeschouwers: 34.000 Scheidsrechter: Jorge Sousa (POR) |
| 12 november WK-kwalificatie Groep I № 236 «onderlinge duels» 20:45 uur | Artem Kravets 24' |       |         | Tsjornomoretsstadion, Odessa Toeschouwers: 34.000 Scheidsrechter: Jorge Sousa (POR) |

|                                                                  |                                                 |       |        |                                                                                          |
| 15 november Vriendschappelijk № 237 «onderlinge duels» 20:00 uur | Oekraïne                                        | 2 – 0 | Servië | Metaliststadion, Charkov Toeschouwers: 30.000 Scheidsrechter: Markus Strömbergsson (SWE) |
| 15 november Vriendschappelijk № 237 «onderlinge duels» 20:00 uur | Jevhen Sjachov 38' Andrij Jarmolenko 87' (pen.) |       |        | Metaliststadion, Charkov Toeschouwers: 30.000 Scheidsrechter: Markus Strömbergsson (SWE) |

### 2017
|                                                                     |                    |       |          |                                                                                  |
| 24 maart WK-kwalificatie Groep I № 238 «onderlinge duels» 20:45 uur | Kroatië            | 1 – 0 | Oekraïne | Maksimirstadion, Zagreb Toeschouwers: 27.351 Scheidsrechter: Antonio Mateu (ESP) |
| 24 maart WK-kwalificatie Groep I № 238 «onderlinge duels» 20:45 uur | Nikola Kalinić 38' |       |          | Maksimirstadion, Zagreb Toeschouwers: 27.351 Scheidsrechter: Antonio Mateu (ESP) |

|                                                             |                 |       |          |                                                                             |
| 6 juni Vriendschappelijk № 239 «onderlinge duels» 19:00 uur | Malta           | 1 – 0 | Oekraïne | Merkur Arena, Graz Toeschouwers: 500 Scheidsrechter: Alexander Harkam (AUT) |
| 6 juni Vriendschappelijk № 239 «onderlinge duels» 19:00 uur | Zach Muscat 14' |       |          | Merkur Arena, Graz Toeschouwers: 500 Scheidsrechter: Alexander Harkam (AUT) |

|                                                                    |                     |       |                                           |                                                                             |
| 11 juni WK-kwalificatie Groep C № 240 «onderlinge duels» 20:45 uur | Finland             | 1 – 2 | Oekraïne                                  | Ratinastadion, Tampere Toeschouwers: 8.723 Scheidsrechter: Alon Yefet (ISR) |
| 11 juni WK-kwalificatie Groep C № 240 «onderlinge duels» 20:45 uur | Joel Pohjanpalo 72' |       | 51' Jevhen Konopljanka 75' Artem Besjedin | Ratinastadion, Tampere Toeschouwers: 8.723 Scheidsrechter: Alon Yefet (ISR) |

|                                                                        |                                             |       |         |                                                                                              |
| 2 september WK-kwalificatie Groep I № 241 «onderlinge duels» 20:45 uur | Oekraïne                                    | 2 – 0 | Turkije | Metaliststadion, Charkov Toeschouwers: 36.000 Scheidsrechter: David Fernández Borbalán (ESP) |
| 2 september WK-kwalificatie Groep I № 241 «onderlinge duels» 20:45 uur | Andrij Jarmolenko 18' Andrij Jarmolenko 42' |       |         | Metaliststadion, Charkov Toeschouwers: 36.000 Scheidsrechter: David Fernández Borbalán (ESP) |

|                                                                        |                                           |       |          |                                                                                      |
| 5 september WK-kwalificatie Groep I № 242 «onderlinge duels» 20:45 uur | IJsland                                   | 2 – 0 | Oekraïne | Laugardalsvöllur, Reykjavík Toeschouwers: 9.769 Scheidsrechter: William Collum (SCO) |
| 5 september WK-kwalificatie Groep I № 242 «onderlinge duels» 20:45 uur | Gylfi Sigurðsson 47' Gylfi Sigurðsson 66' |       |          | Laugardalsvöllur, Reykjavík Toeschouwers: 9.769 Scheidsrechter: William Collum (SCO) |

|                                                                      |        |                                                 |          |                                                                                    |
| 6 oktober WK-kwalificatie Groep I № 243 «onderlinge duels» 20:45 uur | Kosovo | 0 – 2                                           | Oekraïne | Loro Boriçistadion, Shkodër Toeschouwers: 7.000 Scheidsrechter: Craig Pawson (ENG) |
| 6 oktober WK-kwalificatie Groep I № 243 «onderlinge duels» 20:45 uur |        | 60' (e.d.) Leart Paqarada 87' Andrij Jarmolenko |          | Loro Boriçistadion, Shkodër Toeschouwers: 7.000 Scheidsrechter: Craig Pawson (ENG) |

|                                                                      |          |                                         |         |                                                                              |
| 9 oktober WK-kwalificatie Groep I № 244 «onderlinge duels» 20:45 uur | Oekraïne | 0 – 2                                   | Kroatië | NSK Olimpiejsky, Kiev Toeschouwers: 68.000 Scheidsrechter: Felix Brych (GER) |
| 9 oktober WK-kwalificatie Groep I № 244 «onderlinge duels» 20:45 uur |          | 62' Andrej Kramarić 70' Andrej Kramarić |         | NSK Olimpiejsky, Kiev Toeschouwers: 68.000 Scheidsrechter: Felix Brych (GER) |

|                                                                  |                                              |       |                   |                                                                              |
| 10 november Vriendschappelijk № 245 «onderlinge duels» 20:00 uur | Oekraïne                                     | 2 – 1 | Slowakije         | Arena Lviv, Lviv Toeschouwers: 30.500 Scheidsrechter: Andris Treimanis (LAT) |
| 10 november Vriendschappelijk № 245 «onderlinge duels» 20:00 uur | Andrij Jarmolenko 39' Jevhen Konopljanka 54' |       | 10' Lukáš Štetina | Arena Lviv, Lviv Toeschouwers: 30.500 Scheidsrechter: Andris Treimanis (LAT) |

### 2018
|                                                               |                   |       |                       |                                                                                                 |
| 23 maart Vriendschappelijk № 246 «onderlinge duels» 20:00 uur | Oekraïne          | 1 – 1 | Saoedi-Arabië         | Estadio Municipal de Marbella, Marbella Toeschouwers: 450 Scheidsrechter: Alberto Undiano (ESP) |
| 23 maart Vriendschappelijk № 246 «onderlinge duels» 20:00 uur | Artem Kravets 32' |       | 38' Fahad Al-Muwallad | Estadio Municipal de Marbella, Marbella Toeschouwers: 450 Scheidsrechter: Alberto Undiano (ESP) |

|                                                               |                    |       |                                                  |                                                                                        |
| 27 maart Vriendschappelijk № 247 «onderlinge duels» 20:20 uur | Japan              | 1 – 2 | Oekraïne                                         | Maurice Dufrasnestadion, Luik Toeschouwers: 2.529 Scheidsrechter: Bart Vertenten (BEL) |
| 27 maart Vriendschappelijk № 247 «onderlinge duels» 20:20 uur | Tomoaki Makino 41' |       | 21' (e.d.) Naomichi Ueda 69' Oleksandr Karavajev | Maurice Dufrasnestadion, Luik Toeschouwers: 2.529 Scheidsrechter: Bart Vertenten (BEL) |

|                                                             |         |       |          |                                                                                 |
| 31 mei Vriendschappelijk № 248 «onderlinge duels» 20:20 uur | Marokko | 0 – 0 | Oekraïne | Stade de Genève, Lancy Toeschouwers: 8.000 Scheidsrechter: Sandro Schärer (SUI) |
| 31 mei Vriendschappelijk № 248 «onderlinge duels» 20:20 uur |         |       |          | Stade de Genève, Lancy Toeschouwers: 8.000 Scheidsrechter: Sandro Schärer (SUI) |

|                                                             |                   |       |                                                                                             |                                                                                                   |
| 3 juni Vriendschappelijk № 249 «onderlinge duels» 16:00 uur | Albanië           | 1 – 4 | Oekraïne                                                                                    | Stade Camille Fournier, Évian-les-Bains Toeschouwers: 600 Scheidsrechter: François Letexier (FRA) |
| 3 juni Vriendschappelijk № 249 «onderlinge duels» 16:00 uur | Emanuele Ndoj 89' |       | 31' Jevhen Konopljanka 35' Andrij Jarmolenko 45+1' Andrij Jarmolenko 90' Jevhen Konopljanka | Stade Camille Fournier, Évian-les-Bains Toeschouwers: 600 Scheidsrechter: François Letexier (FRA) |

|                                                                             |                  |       |                                                     | |
| 6 september UEFA Nations League Groep B1 № 250 «onderlinge duels» 20:45 uur | Tsjechië         | 1 – 2 | Oekraïne                                            | Miroslava Valentystadion, Uherské Hradiště Toeschouwers: 7.974 Scheidsrechter: Anthony Taylor (ENG) |
| 6 september UEFA Nations League Groep B1 № 250 «onderlinge duels» 20:45 uur | Patrik Schick 4' |       | 45+1' Jevhen Konopljanka 90+3' Oleksandr Zintsjenko | Miroslava Valentystadion, Uherské Hradiště Toeschouwers: 7.974 Scheidsrechter: Anthony Taylor (ENG) |

|                                                                             |                              |       |           |                                                                                |
| 9 september UEFA Nations League Groep B1 № 251 «onderlinge duels» 15:00 uur | Oekraïne                     | 1 – 0 | Slowakije | Arena Lviv, Lviv Toeschouwers: 0 Scheidsrechter: Anastasios Sidiropoulos (GRE) |
| 9 september UEFA Nations League Groep B1 № 251 «onderlinge duels» 15:00 uur | Andrij Jarmolenko 80' (pen.) |       |           | Arena Lviv, Lviv Toeschouwers: 0 Scheidsrechter: Anastasios Sidiropoulos (GRE) |

|                                                                 |                           |       |                        |                                                                                        |
| 10 oktober Vriendschappelijk № 252 «onderlinge duels» 20:45 uur | Italië                    | 1 – 1 | Oekraïne               | Stadio Luigi Ferraris, Genua Toeschouwers: 12.000 Scheidsrechter: Rade Obrenovič (SLO) |
| 10 oktober Vriendschappelijk № 252 «onderlinge duels» 20:45 uur | Federico Bernardeschi 55' |       | 62' Roeslan Malinovski | Stadio Luigi Ferraris, Genua Toeschouwers: 12.000 Scheidsrechter: Rade Obrenovič (SLO) |

|                                                                            |                        |       |          |                                                                                       |
| 16 oktober UEFA Nations League Groep B1 № 253 «onderlinge duels» 20:45 uur | Oekraïne               | 1 – 0 | Tsjechië | Metaliststadion, Charkov Toeschouwers: 38.100 Scheidsrechter: Gediminas Mažeika (LTU) |
| 16 oktober UEFA Nations League Groep B1 № 253 «onderlinge duels» 20:45 uur | Roeslan Malinovski 43' |       |          | Metaliststadion, Charkov Toeschouwers: 38.100 Scheidsrechter: Gediminas Mažeika (LTU) |

|                                                                             |                                                                 |       |                        |                                                                                                |
| 16 november UEFA Nations League Groep B1 № 254 «onderlinge duels» 20:45 uur | Slowakije                                                       | 4 – 1 | Oekraïne               | Štadión Antona Malatinského, Trnava Toeschouwers: 9.764 Scheidsrechter: Nikola Dabanović (MNE) |
| 16 november UEFA Nations League Groep B1 № 254 «onderlinge duels» 20:45 uur | Albert Rusnák 6' Juraj Kucka 26' Adam Zreľák 52' Róbert Mak 61' |       | 47' Jevhen Konopljanka | Štadión Antona Malatinského, Trnava Toeschouwers: 9.764 Scheidsrechter: Nikola Dabanović (MNE) |

|                                                                  |         |       |          |                                                                              |
| 20 november Vriendschappelijk № 255 «onderlinge duels» 19:30 uur | Turkije | 0 – 0 | Oekraïne | Antalyastadion, Antalya Toeschouwers: 30.420 Scheidsrechter: Genc Nuza (KOS) |
| 20 november Vriendschappelijk № 255 «onderlinge duels» 19:30 uur |         |       |          | Antalyastadion, Antalya Toeschouwers: 30.420 Scheidsrechter: Genc Nuza (KOS) |

### 2019
|                                                                     |          |       |          |                                                                                    |
| 22 maart EK-kwalificatie Groep B № 256 «onderlinge duels» 20:45 uur | Portugal | 0 – 0 | Oekraïne | Estádio da Luz, Lissabon Toeschouwers: 58.355 Scheidsrechter: Clément Turpin (FRA) |
| 22 maart EK-kwalificatie Groep B № 256 «onderlinge duels» 20:45 uur |          |       |          | Estádio da Luz, Lissabon Toeschouwers: 58.355 Scheidsrechter: Clément Turpin (FRA) |

|                                                                     |                  |       |                                                    |                                                                                            |
| 25 maart EK-kwalificatie Groep B № 257 «onderlinge duels» 20:45 uur | Luxemburg        | 1 – 2 | Oekraïne                                           | Stade Josy Barthel, Luxemburg Toeschouwers: 4.653 Scheidsrechter: Mattias Gestranius (FIN) |
| 25 maart EK-kwalificatie Groep B № 257 «onderlinge duels» 20:45 uur | David Turpel 34' |       | 49' Viktor Tsihankov 90+3' (e.d.) Gerson Rodrigues | Stade Josy Barthel, Luxemburg Toeschouwers: 4.653 Scheidsrechter: Mattias Gestranius (FIN) |

|                                                                   | |       |        |                                                                                 |
| 7 juni EK-kwalificatie Groep B № 258 «onderlinge duels» 20:45 uur | Oekraïne | 5 – 0 | Servië | Arena Lviv, Lviv Toeschouwers: 34.400 Scheidsrechter: Antonio Mateu Lahoz (ESP) |
| 7 juni EK-kwalificatie Groep B № 258 «onderlinge duels» 20:45 uur | Viktor Tsihankov 26' Viktor Tsihankov 27' Jevhen Konopljanka 46' Roman Jaremtsjoek 58' Jevhen Konopljanka 75' |       |        | Arena Lviv, Lviv Toeschouwers: 34.400 Scheidsrechter: Antonio Mateu Lahoz (ESP) |

|                                                                    |                      |       |           |                                                                            |
| 10 juni EK-kwalificatie Groep B № 259 «onderlinge duels» 20:45 uur | Oekraïne             | 1 – 0 | Luxemburg | Arena Lviv, Lviv Toeschouwers: 34.700 Scheidsrechter: Peter Kralović (SVK) |
| 10 juni EK-kwalificatie Groep B № 259 «onderlinge duels» 20:45 uur | Roman Jaremtsjoek 6' |       |           | Arena Lviv, Lviv Toeschouwers: 34.700 Scheidsrechter: Peter Kralović (SVK) |

|                                                                        |          |                                                           |          |                                                                             |
| 7 september EK-kwalificatie Groep B № 260 «onderlinge duels» 18:00 uur | Litouwen | 0 – 3                                                     | Oekraïne | LFF-stadion, Vilnius Toeschouwers: 5.067 Scheidsrechter: Irfan Peljto (BIH) |
| 7 september EK-kwalificatie Groep B № 260 «onderlinge duels» 18:00 uur |          | 7' Oleksandr Zintsjenko 27' Marlos 62' Roeslan Malinovski |          | LFF-stadion, Vilnius Toeschouwers: 5.067 Scheidsrechter: Irfan Peljto (BIH) |

|                                                                   |                                                |       |                                        |                                                                              |
| 10 september Vriendschappelijk № 261 «onderlinge duels» 20:30 uur | Oekraïne                                       | 2 – 2 | Nigeria                                | Dnipro-Arena, Dnipro Toeschouwers: 27.320 Scheidsrechter: Paolo Valeri (ITA) |
| 10 september Vriendschappelijk № 261 «onderlinge duels» 20:30 uur | Oleksandr Zintsjenko 78' Roman Jaremtsjoek 79' |       | 4' Joe Aribo 34' (pen.) Victor Osimhen | Dnipro-Arena, Dnipro Toeschouwers: 27.320 Scheidsrechter: Paolo Valeri (ITA) |

|                                                                       |                                               |       |          |                                                                                    |
| 11 oktober EK-kwalificatie Groep B № 262 «onderlinge duels» 20:45 uur | Oekraïne                                      | 2 – 0 | Litouwen | Metaliststadion, Charkov Toeschouwers: 32.500 Scheidsrechter: Harald Lechner (AUT) |
| 11 oktober EK-kwalificatie Groep B № 262 «onderlinge duels» 20:45 uur | Roeslan Malinovski 29' Roeslan Malinovski 58' |       |          | Metaliststadion, Charkov Toeschouwers: 32.500 Scheidsrechter: Harald Lechner (AUT) |

|                                                                       |                                            |       |                              |                                                                                 |
| 14 oktober EK-kwalificatie Groep B № 263 «onderlinge duels» 20:45 uur | Oekraïne                                   | 2 – 1 | Portugal                     | NSK Olimpiejsky, Kiev Toeschouwers: 65.883 Scheidsrechter: Anthony Taylor (ENG) |
| 14 oktober EK-kwalificatie Groep B № 263 «onderlinge duels» 20:45 uur | Roman Jaremtsjoek 6' Andrij Jarmolenko 27' |       | 72' (pen.) Cristiano Ronaldo | NSK Olimpiejsky, Kiev Toeschouwers: 65.883 Scheidsrechter: Anthony Taylor (ENG) |

|                                                                  |                    |       |         |                                                                                               |
| 14 november Vriendschappelijk № 264 «onderlinge duels» 18:00 uur | Oekraïne           | 1 – 0 | Estland | Slavoetytsj-Arena, Zaporizja Toeschouwers: 11.756 Scheidsrechter: Juan Martínez Munuera (ESP) |
| 14 november Vriendschappelijk № 264 «onderlinge duels» 18:00 uur | Roman Bezoes 90+2' |       |         | Slavoetytsj-Arena, Zaporizja Toeschouwers: 11.756 Scheidsrechter: Juan Martínez Munuera (ESP) |

|                                                                        |                                               |       |                                            |                                                                                    |
| 17 november EK-kwalificatie Groep B № 265 «onderlinge duels» 15:00 uur | Servië                                        | 2 – 2 | Oekraïne                                   | Rode Sterstadion, Belgrado Toeschouwers: 4.457 Scheidsrechter: Robert Madden (SCO) |
| 17 november EK-kwalificatie Groep B № 265 «onderlinge duels» 15:00 uur | Dušan Tadić 9' (pen.) Aleksandar Mitrović 56' |       | 32' Roman Jaremtsjoek 90+3' Artem Besjedin | Rode Sterstadion, Belgrado Toeschouwers: 4.457 Scheidsrechter: Robert Madden (SCO) |

FFOe · A-internationals · Bondscoaches · Statistieken · Oekraïens vrouwenelftal · Olympisch elftal · Oekraïne U21 · Oekraïne U20 · Oekraïne U19 · Oekraïne U18 · Oekraïne U17 · Oekraïne U16
1992 – 1999 · 
2000 – 2009 · 
2010 – 2019 · 
2020 – 2029
EK's: 1992** · 
1996 · 
2000 · 
2004 · 
2008 · 
2012 · 
2016 · 
2020 · 
2024
WK's: 1994 · 
1998 · 
2002 · 
2006 · 
2010 · 
2014 · 
2018 ·
2022
1992 · 
1993 · 
1994 · 
1995 · 
1996 · 
1997 · 
1998 · 
1999 · 
2000 · 
2001 · 
2002 · 
2003 · 
2004 · 
2005 · 
2006 · 
2007 · 
2008 · 
2009 · 
2010 · 
2011 · 
2012 · 
2013 · 
2014 · 
2015 ·
2016 ·
2017 ·
2018 ·
2019 ·
2020 ·
2021
Albanië ·
Andorra ·
Armenië ·
Azerbeidzjan ·
Bahrein ·
België ·
Bosnië en Herzegovina ·
Brazilië ·
Bulgarije ·
Canada ·
Chili ·
Costa Rica ·
Cyprus ·
Denemarken ·
Duitsland ·
Engeland ·
Estland ·
Faeröer ·
Finland · 
Frankrijk ·
Georgië ·
Griekenland ·
Hongarije ·
Ierland ·
IJsland ·
Iran ·
Israël ·
Italië ·
Japan ·
Joegoslavië ·
Kameroen · 
Kazachstan ·
Kosovo ·
Kroatië ·
Letland ·
Libië ·
Litouwen ·
Luxemburg ·
Malta ·
Marokko ·
Mexico ·
Moldavië ·
Montenegro ·
Nederland ·
Niger ·
Nigeria ·
Noord-Ierland ·
Noord-Macedonië ·
Noorwegen ·
Oezbekistan ·
Oostenrijk ·
Polen ·
Portugal ·
Roemenië ·
Rusland ·
San Marino ·
Saoedi-Arabië ·
Schotland ·
Servië ·
Servië en Montenegro ·
Slovenië ·
Slowakije ·
Spanje ·
Tsjechië ·
Tunesië ·
Turkije ·
Uruguay ·
Verenigde Arabische Emiraten ·
Verenigde Staten ·
Wales ·
Wit-Rusland ·
Zuid-Korea ·
Zweden ·
Zwitserland
Duitsland (2016) ·
Engeland (2012) · 
Engeland (2021) ·
Frankrijk (2012) · 
Italië (2006) · 
Nederland (2021) · 
Noord-Ierland (2016) · 
Noord-Macedonië (2021) · 
Oostenrijk (2021) · 
Saoedi-Arabië (2006) ·
Spanje (2006) ·
Tunesië (2006) ·
Zweden (2012) · 
Zweden (2021) · 
Zwitserland (2006)
** = Onder de naam Gemenebest van Onafhankelijke Staten
AFC-zone: Afghanistan · Australië · Bahrein · Bangladesh · Bhutan · Brunei · Cambodja · China · Chinees Taipei · Filipijnen · Guam · Hongkong · India · Indonesië · Iran · Irak · Japan · Jemen · Jordanië · Koeweit · Kirgizië · Laos · Libanon · Macau · Maleisië · Maldiven · Mongolië · Myanmar · Nepal · Noord-Korea · Oezbekistan · Oman · Oost-Timor · Pakistan · Palestina · Qatar · Saoedi-Arabië · Singapore · Sri Lanka · Syrië · Tadjikistan · Thailand · Turkmenistan · Verenigde Arabische Emiraten · Vietnam · Zuid-Korea

CAF-zone: Algerije · Angola · Benin · Botswana · Burkina Faso · Burundi · Centraal-Afrikaanse Republiek · Comoren · Congo-Brazzaville · Congo-Kinshasa · Djibouti · Egypte · Equatoriaal-Guinea · Eritrea · Ethiopië · Gabon · Gambia · Ghana · Guinee · Guinee-Bissau · Ivoorkust · Kaapverdië · Kameroen · Kenia · Lesotho · Liberia · Libië · Madagaskar · Malawi · Mali · Mauritanië · Mauritius · Marokko · Mozambique · Namibië · Niger · Nigeria · Oeganda · Rwanda · Sao Tomé en Principe · Senegal · Seychellen · Sierra Leone · Soedan · Somalië · Swaziland · Tanzania · Togo · Tsjaad · Tunesië · Zambia · Zimbabwe · Zuid-Afrika · Zuid-Soedan 

CONCACAF-zone: Amerikaanse Maagdeneilanden · Anguilla · Antigua en Barbuda · Aruba · Bahama's · Barbados · Belize · Bermuda · Britse Maagdeneilanden · Canada · Kaaimaneilanden · Costa Rica · Cuba · Curaçao · Dominica · Dominicaanse Republiek · El Salvador · Frans Guyana · Grenada · Guadeloupe · Guatemala · Guyana · Haïti · Honduras · Jamaica · Martinique · Mexico · Montserrat · 
Nicaragua · Panama · Puerto Rico · Saint Kitts en Nevis · Saint Lucia · Saint Vincent en de Grenadines · Sint Maarten · Suriname · Trinidad en Tobago · Turks- en Caicoseilanden · Verenigde Staten

CONMEBOL-zone: Argentinië · Bolivia · Brazilië · Chili · Colombia · Ecuador · Paraguay · Peru · Uruguay · Venezuela

OFC-zone: Amerikaans-Samoa · Cookeilanden · Fiji · Nieuw-Caledonië · Nieuw-Zeeland · Papoea-Nieuw-Guinea · Samoa · Salomoneilanden · Tahiti · Tonga · Vanuatu

UEFA-zone: Albanië · Andorra · Armenië · Azerbeidzjan · België · Bosnië en Herzegovina · Bulgarije · Cyprus · Denemarken · Duitsland · Engeland · Estland · Faeröer · Finland · Frankrijk · Georgië · Gibraltar · Griekenland · Hongarije · IJsland · Ierland · Israël · Italië · Kazachstan · Kosovo · Kroatië · Letland · Liechtenstein · Litouwen · Luxemburg · Macedonië · Malta · Moldavië · Montenegro · Nederland · Noord-Ierland · Noorwegen · Oekraïne · Oostenrijk · Polen · Portugal · Roemenië · Rusland · San Marino · Schotland · Servië · Slovenië · Slowakije · Spanje · Tsjechië · Turkije · Wales · Wit-Rusland · Zweden · Zwitserland